# Oláh Erika
Oláh Erika (Tiszafüred, 1975. január 1. –) labdarúgó, kapus. Jelenleg az Astra Hungary FC labdarúgója.

## Pályafutása
2003-ig az Iris Budapest SC labdarúgója volt. A 2005–06-os idényben az Újbuda TC együttesében védett és ezután felhagyott a nagypályás labdarúgással. 2004 óta futsal csapatokban játszik. 2012 év elején az Astra fustal csapatába szerződött és ismét visszatért a nagypályára is.

## Sikerei, díjai
- Magyar bajnokság
  - 2.: 2012–13
  - 3.: 2011–12
- Magyar kupa
  - győztes: 2012,[1] 2013[1]